# Toleafoa J. S. Blatter Soccer Stadium
Der Toleafoa J. S. Blatter Soccer Complex ist ein Komplex mehrerer Fußballstadien in Apia, Samoa. Es ist die Heimspielstätte der samoanischen Fußballnationalmannschaft. Das größte Stadion bietet etwa 3500 Zuschauern Sitzplätze und noch weitere Stehplätze. Die beiden Nebenplätze haben eine Kapazität von jeweils 1000 Sitzen. Benannt ist es nach dem von 1998 bis 2014 FIFA-Präsidenten Sepp Blatter. Der Platz ist Teil des Faleata Sports Complex’.